# Доктрина Джонсона

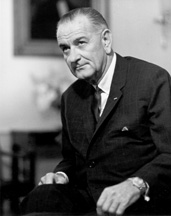
Линдон Джонсон

«Доктрина Джонсона» (англ. Johnson Doctrine) — высказанное в 1965 году президентом США Линдоном Джонсоном обоснование ввода американских войск в Доминиканскую Республику.

Мы не намерены сидеть здесь сложа руки в кресле-качалке и позволять коммунистам учреждать какое-либо правительство в Западном полушарии… Если они собираются подвергать опасности американские жизни, то там, куда направляются американские граждане, вместе с ними идет этот флаг, чтобы защитить их.

Доктрина означала, что Соединённые Штаты Америки присваивали себе право, попирая суверенитет, совершать вооружённое вмешательство во внутренние дела государств Западного полушария (а впоследствии — и любых стран Азиатско-Тихоокеанского региона) для защиты интересов своих граждан.
Доктрина была направлена на недопущение прихода к власти коммунистических или социалистических партий (пусть даже приход их совершался демократическим путём и при поддержке большинства населения суверенной страны).
Между тем Джонсон сам был откровенно левым политиком, и многие его считали де-факто коммунистом.